# 福乃愛
福乃 愛（ふくの あい、1月2日 - ）は、日本の女性声優。旧芸名は朝霧 愛（あさぎり あい）。

## 出演
太字はメインキャラクター。

### テレビアニメ
- 聖剣の刀鍛冶（2009年、女性1、子供B）[1]
- ゆるゆり（2011年 - 2012年、京子の母）- 2シリーズ[1]

### ゲーム
時期不明
- 地球壊滅的B級カノジョ
- 感染×少女（天狗）

2011年
- 文明開華 葵座異聞録

2012年
- ファンタシースターオンライン2

2014年
- 妖怪百姫たん!（天狗、オッパショ石）

2016年
- 経営再建のためのメイドとパルティータ〜じゃんけんぽいぽいしませんか？〜（羽住かざか、羽住ひばな）

2024年
- 黄昏に潜む梟と、明け方の昴（由利飛鳥）

### パチンコ
- CR地獄少女弐（夜乃蝶子[1]）

### 吹き替え

#### 海外映画
- フライング・ジョーズ
- 72時間タイムリミット（モニカ）
- ジュラシック・ハンターズ（ジェニー）
- ピッチ・パーフェクト（ステイシー）
- ザ・サンド（ロニー）
- コンテンダー（ルーシー、レイラ）
- 戦慄病棟（アンバー）
- エイリネイト-侵略地区-（サマンサ）
- パシフィック・トレジャー 大日本帝国の黄金伝説を追え！（リサ）
- リムジン縲恬]命60分縲怐v（アマンダ）
- ザ・トランスポーター ロンドン・ミッション（キヤ）
- 荊棘の秘密（ミオク）
- ダウンヘル（マックス）
- ヴァイラル（ステイシー）
- ラスト・サバイバー（ゴルビン、ゼナブ）
- リベレイター（イポリタ）
- ヴァイキング（ポロツク公妃、助手女A）
- レジェンド・オブ・パール ナーガの真珠（ホーイー）
- 2バッドガイズ（トリスタ、アンジェリカ、レイニー）
- ザ・リトル・マーメイド（ソーラ）
- バトル・スカイ（ヴァレリー）
- レスキューせんエリアスと海ではたらく仲間たち（ヘリナー）
- ザ・ミスト（シャルロット）
- 黒人魚（リーザ）
- パグ・アクチュアリー（モーリーン、カーリー）
- バイバスト（アルダ）
- キューブ:ホワイト（アニャ）
- ネイビーシールズ ウォー・ファイター（バネッサ）
- サファリ（ジーナ）
- 神様のおしおき
- アルマジロ創世記
- ゼウス プードル救出大作戦（ザック）
- レスキューせんエリアスと海ではたらく仲間たち（ヘリナー）
- オー・マイ・クムビ（ウリム）
- 68キル（2018年、エイミー）
- アップグレード（2020年、コルテス）
- 聖女/Mad Sister（2020年、ヘミ）
- ハミングバード・プロジェクト 0.001秒の男たち（2020年、ジェニー〈アンナ・マグワイア〉）
- アース・フォール JIU JITSU（2021年、マイラ〈マリー・アヴゲロプロス〉[4]）

#### 海外ドラマ
- オー・マイ・クムビ（ウリム）
- ファウダ 報復の連鎖 シーズン2（ダナ）

#### 海外アニメ
- ロボカーポリー シーズン4（キャップ、ロディ）※ディズニージュニア版
- LEGOエルフ エルブンデールの秘密（アザリ）
- ポリーと学ぼう交通安全（サム、キャップ、ロディ）

### ドラマCD
- 歌謡星間大戦ヴァルディーン（2019年、剣崎未来）

### デジタルコミック
- 僕とロボコ（2020年、ママ[5]）

### ナレーション
- バスクリン「85周年 プレミアムバスクリン」店頭PV
- ミヨシ石鹸「素足キレイ泡せっけん」店頭PV
- すかいらーく社内向け映像「RS安全運転啓蒙ビデオ」
- スマイルゼミ「幼児コース ひらがなのれんしゅう」
- ウィングアーク「Dr.Sumのご紹介」
- ニュートリアンスオーガニック「インスタリフト・アイジェル」
- ロッテクリスマス店頭プロモーション「チョコツリーでメリークリスマス サンタコアラからのプレゼント」
- ジアス立川店 店内外宣伝ナレーション
- バスクリン「モルティ（商談用＆店頭用）」
- バスクリン「きき湯 冷泉炭酸湯」
- 子育てWebマガジン「すくすくパラダイスプラス」
- 鉄腕アトム
- 牡丹と薔薇